# NGC 5189
NGC 5189 è una nebulosa planetaria situata nella costellazione della Mosca distante circa 3000 anni luce dalla Terra. Osservata al telescopio mostra una caratteristica forma a "S": da questa peculiarità, la nebulosa è nota anche con il nome di Nebulosa Planetaria Spirale, al cui centro è presente la caldissima stella HD 117622.
Fu scoperta da James Dunlop nel 1826. Nel 1835, John Herschel lo descrisse come un oggetto "strano" e fino agli anni sessanta del XX secolo venne identificata come una nebulosa ad emissione; solo nel 1967 Karl Gordon Henize la classificò come nebulosa planetaria, sulla base di osservazioni dello spettro.